# Palazzo de' Vecchi
Palazzo de' Vecchi è uno storico palazzo di Siena, situato in via di Pantaneto.

## Storia
Il suo piano nobile, fortemente voluto dalla famiglia dei Conti de' Vecchi, fu fatto progettare proprio per la celebrazione di feste e per i matrimoni di famiglia. Nel corso dei primi due secoli, il palazzo fu continuamente accresciuto. Di probabile origine quattrocentesca, nel 1598 apparteneva a Messer Carlo de' Vecchi e tra il 1606 e il 1612 acquisì l'attuale volumetria. A partire dal 1612 l'intera proprietà fu divisa fra i due eredi Pietro e Virgilio che ne ordinarono i lavori di ornamento della facciata, commissionata a Tommaso Mazzuoli da Cortona e a Giovanni Cioli da Ripale (1640). Il 3 marzo 1771 il Conte Giuseppe de' Vecchi fece domanda alla Biccherna per il relativo riammodernamento; l'11 aprile dello stesso anno l'architetto Paolo Posi (1708 - 1776), incaricato di riprogettarne facciata ed interni, diede inizio ai lavori.

## Descrizione

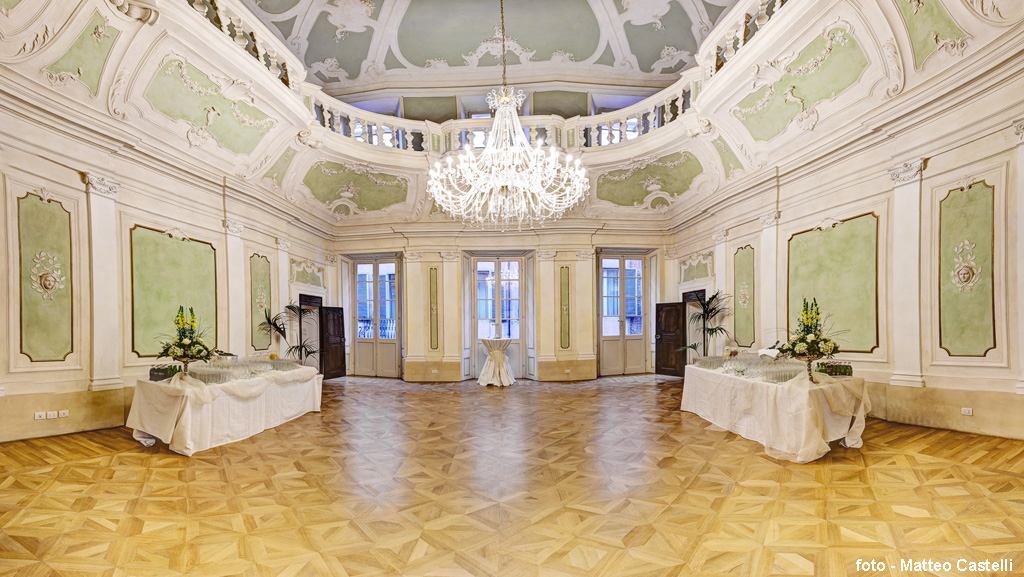
Salone delle feste

La facciata è arricchita da un singolare ed elaborato ingresso, il cui portale risulta incorniciato in una macchina di paraste  nonché da particolari elementi decorativi. L'androne ospita una cancellata realizzata con canne di fucile, oltre a quelle in ferro battuto. Di particolare valore artistico risulta essere l'atrio e lo scalone principale, probabile elaborato dell'architetto Posi. Il susseguirsi dei saloni interni, modellati da stucchi, volte e affreschi (Ciro Santi e Liborio Guerrini), culmina nel Salone da Ballo, la cui volta decorata si apre con una  balaustra lignea che gira tutt'intorno.